# Am Gödelsteiner Hang
Das Naturschutzgebiet Am Gödelsteiner Hang liegt im Landkreis Südwestpfalz in Rheinland-Pfalz. Das etwa 43 ha große Gebiet, das im Jahr 2003 unter Naturschutz gestellt wurde, erstreckt sich nordöstlich der Ortsgemeinde Contwig. Östlich des Gebietes verläuft die Landesstraße 469, südlich verläuft die Landesstraße 471 und fließt der Schwarzbach.
Schutzzweck ist die Erhaltung, Entwicklung und Wiederherstellung insbesondere von Kalkmagerrasen sowie von Extensivgrünland und die Erhaltung von standorttypischen Gehölzen, Hecken, Wald- und Waldsaumbereichen als Standorte typischer, seltener oder in ihrem Bestand bedrohter Pflanzenarten und Pflanzengesellschaften und als Lebens- und Teillebensraum typischer, seltener, zum Teil gefährdeter wildlebender Tierarten als Kernbereiche eines vernetzten Biotopsystems der Kalkmagerrasen des Zweibrücker Hügellandes wegen ihrer besonderen Eigenart und Schönheit sowie aus wissenschaftlichen Gründen.